# 释印乐
释印乐（1966年7月—），俗名尹清全，男，汉族，河南桐柏人，汉传佛教僧人。现任少林寺住持、第十届中国佛教协会副秘书长、河南省佛教协会副会长、洛阳市佛教协会会长，第十四届全国人大代表；曾任第八至九届中国佛教协会副秘书长，第十一届、第十二届、第十三届全国政协委员。

## 生平
1982年，礼海勃法师剃度出家。1983年9月，赴南京栖霞寺受具足戒。之后三年在中国佛学院栖霞寺僧伽培训班学习。1986年起，在中国佛学院学习。
1990年毕业后，到河南省佛教协会工作。2003年10月起主持白马寺工作，2005年11月1日出任白马寺方丈。印乐法师在接管白马寺后主持完成了大规模修缮和整风以改善寺庙风气；白马寺除门票外毫无商业。
2025年7月29日，接替因涉嫌违法而被註銷戒牒的释永信出任少林寺住持。印乐法师随即废除“平安香”、“全家福香”、接受扫码布施的“武僧”等收费项目。

## 观点
释印乐于2010年3月在全国政协会议上提交了名为《关于佛教寺院名称及佛教名称和名号被作为商标注册的问题的建议》的提案，他认为将佛教名称、名号、知名寺院名称注册为商标，“不但侵犯了佛教的知识产权，而且有些商标对佛教声誉造成亵渎和不敬，损坏了佛教的庄严、神圣与清净”，建议杜绝此类商标注册。